# طقطقة الدبابات
طقطقة الدبابات هو مصطلح أعطى من قبل الطيارين خلال حرب الخليج الثانية لممارسة استخدام الذخائر الموجهة بدقة لتدمير المدفعية وناقلات الجنود المدرعة والدبابات وغيرها من الأهداف. ومع تقدم الحرب بدأ المصطلح يشمل جميع أشكال تدمير هدف به سلاح ذو قدرة مفرطة. هذا المصطلح لم يشجعه الجيش.

## الخلفية
كان الجنرال نورمان شوارتسكوف يبحث عن خطة لإعاقة 50٪ من الجيش العراقي قبل أن يبدأ أي غزو بري. تم تنفيذ التخطيط بما في ذلك ضربات جوية عالية الكثافة بطائرات إف-111 آردفارك وغرومان ايه-6 إنترودر وماكدونيل دوغلاس إف-15 إي سترايك إيغل وإف/إيه-18 هورنت وماكدونل دوغلاس إيه في-8 بي هارير الثانية وإيه-10 ثاندر بولت الثانية وجنرال دايناميكس إف-16 فايتينغ فالكون. بلغت ذروتها في ديسمبر 1990 مع عملية الجمل الصغير التي قامت فيها أطقم الطائرات من طراز إف-111 بتقييم قدرة الطائرات على استخدام الذخائر الموجهة مع أنظمة تحديد الهدف من الارتفاع المتوسط.
هذا يمثل انحراف عن المشاركة الجوية العسكرية القياسية. نظرا لانتشار صواريخ أرض-جو فإن معظم الطيارين يفضلون الانخراط في هدف إما من ارتفاع عال جدا أو على ارتفاع منخفض جدا وبالتأكيد مع طائرة منخفضة المراقبة. ومع ذلك فإن الدفاعات العراقية أثبتت أنها غير كافية. كان الجمع الفريد للحملة في نهاية المطاف إما مجموعات زوجية أو رباعية من طائرات إف-111 محملة بأربع قنابل جي بي يو-12 بوزن 500 رطل موجهة بالليزر. صنفت هذه القنابل لأهداف متشددة وأهداف صلبة ولأهداف أكثر ليونة (مثل ناقلات الأفراد المدرعة).